# Carbón metalúrgico

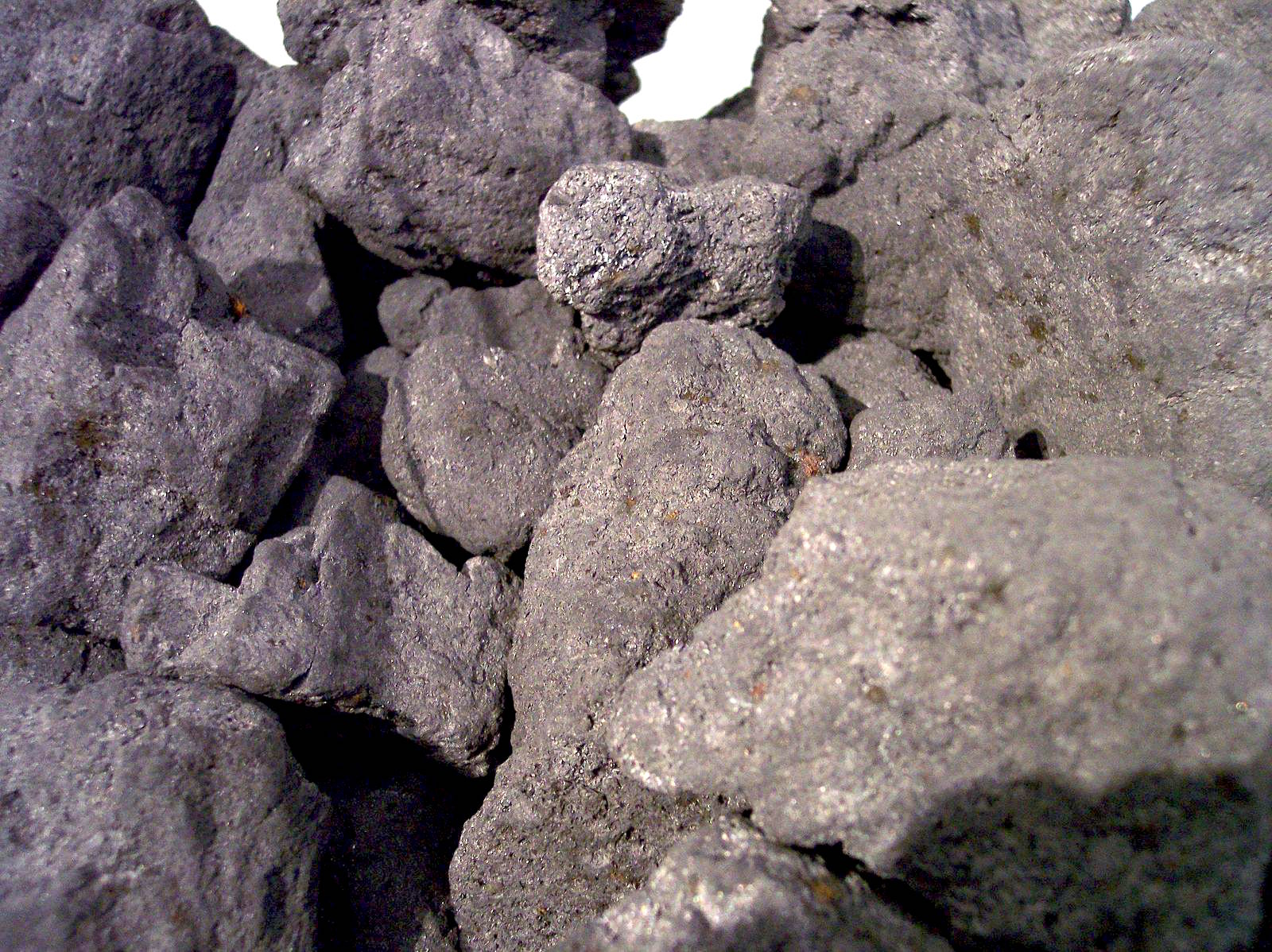
Coque en crudo

El carbón metalúrgico o carbón coquizable es aquel carbón que se puede utilizar para producir coque de buena calidad. El coque es un combustible y reactivo esencial en el proceso primario de la para fabricación del acero primario en los altos hornos. La demanda de carbón metalúrgico está muy vinculada a la demanda de acero. Las empresas siderúrgicas primarias a menudo tienen una división que produce carbón para coque, con el fin de garantizarse un suministro estable y de bajo costo.
El carbón metalúrgico proviene principalmente de Canadá, Estados Unidos y Australia. Las exportaciones de esta última nación totalizan el 58% del comercio marítimo mundial de carbón, principalmente con destino a China. En los Estados Unidos, el sector de la energía eléctrica utilizó "el 93% del consumo total de carbón de los EE. UU. entre 2007 y 2018"; solo el 7% del total era carbón metalúrgico y carbón para otros usos como la calefacción.

## Características

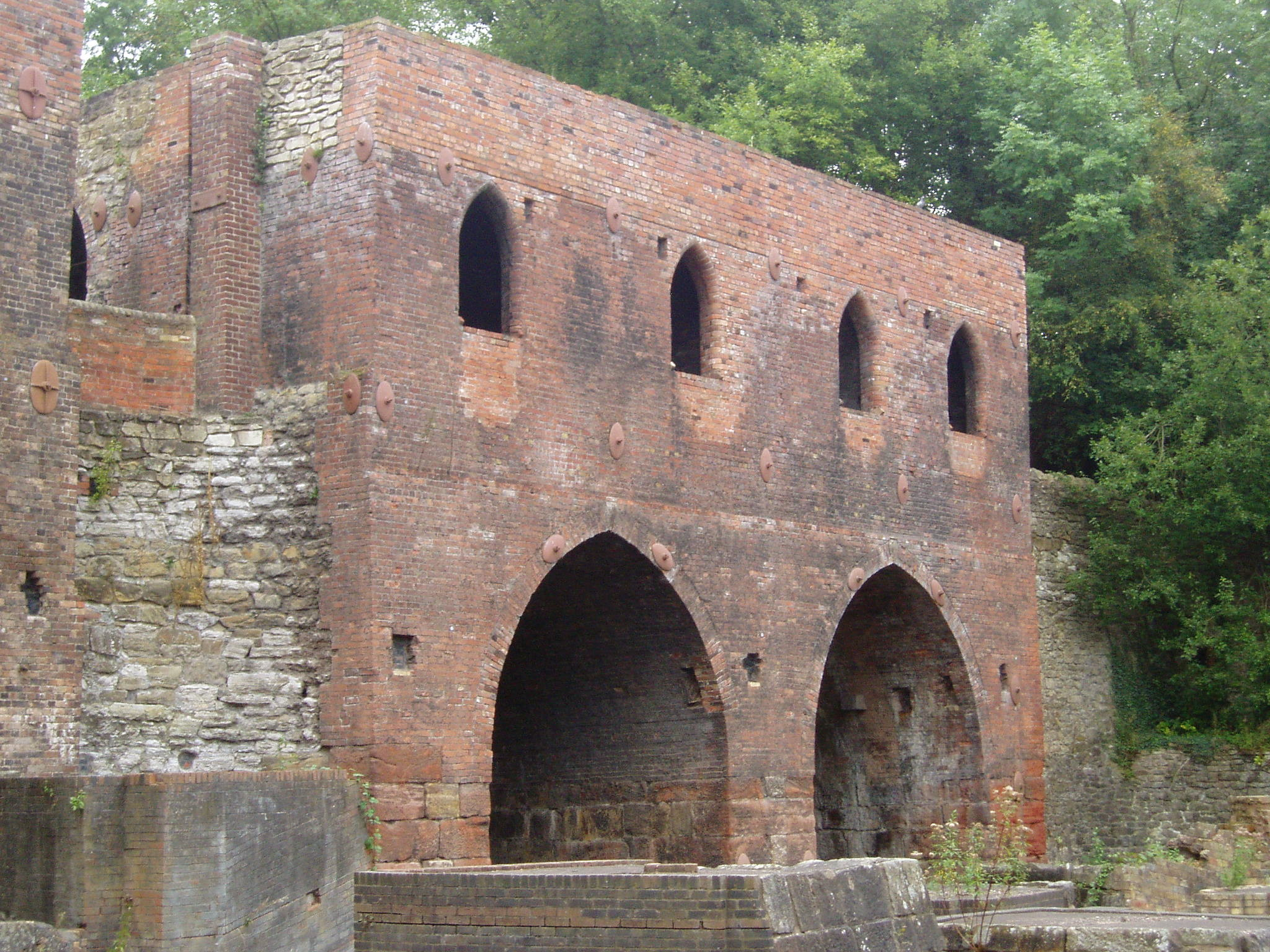
Altos hornos del alimentados con coque (Shropshire, Inglaterra)

El carbón metalúrgico tiene un bajo contenido de cenizas, humedad, azufre y fósforo. Conocido como carbón de hulla, su contenido en carbono oscila entre el 80 y el 90%, y en ocasiones presenta un porcentaje de sustancias bituminosas. Algunos tipos de carbón de mayor calidad por su más alto contenido de carbono, como la antracita, se utilizan para sinterización, inyección en hornos mediante pulverización directa, carga de altos hornos y en procesos de peletización; así como en la producción de ferroaleaciones (silicio-manganeso, carburo de calcio y carburo de silicio). El carbón metalúrgico produce coque resistente y de baja densidad cuando se calienta en un ambiente con poco oxígeno. Al calentarse, el carbón se ablanda y los componentes volátiles se evaporan y escapan a través de los poros de la masa. Durante la coquización, el material se hincha y aumenta de volumen.
La capacidad de coquización del carbón está relacionada con sus propiedades físicas y químicas, pero se requieren pruebas de laboratorio para evaluar completamente la capacidad de coquización de un carbón. La resistencia y la densidad del coque son especialmente importantes cuando se utiliza en un alto horno, ya que el coque soporta parte del mineral y la carga de fundente dentro del horno. El carbón metalúrgico contrasta con otros tipos de carbón como el lignito, que no produce coque cuando se calienta. Debido a sus diferentes usos finales, los precios de los dos tipos de carbón suelen ser bastante diferentes.
La idoneidad del carbón para convertirlo en coque también se conoce como "capacidad de apelmazamiento".

## Tipos
Hay varios tipos de carbón metalúrgico:
- Carbones duros de coque (HCC)
- Carbón coquizable medio (MCC)
- Carbón coquizable semiblando (SSCC)
- Carbón pulverizado para inyección (PCI)